# Cylisticus arnoldi
Cylisticus arnoldi là một loài chân đều trong họ Cylisticidae. Loài này được miêu tả khoa học năm 1961 bởi Borutzkii.